# یوهان روشه
یوهان روشه (انگلیسی: Yohan Roche؛ زادهٔ ۷ ژوئیهٔ ۱۹۹۷) بازیکن فوتبال است.
وی همچنین در تیم ملی فوتبال بنین بازی کرده‌است.